# Johim Ariesen
Johim Ariesen (Rhenen, 16 de marzo de 1988) es un ciclista neerlandés que fue profesional entre 2009 y 2018.

## Palmarés
2015
- 2 etapas de la Vuelta al Alentejo
- Vuelta a Holanda Septentrional
- 1 etapa de la Ronde de l'Oise
- Carrera de la Solidaridad y de los Campeones Olímpicos, más 4 etapas
- 1 etapa del Tour de China
- Slag om Norg

2016
- 1 etapa de la Vuelta al Alentejo
- Skive-Løbet
- GP Viborg
- 2 etapas del Bałtyk-Karkonosze Tour

2017
- 1 etapa de la Vuelta al Alentejo
- 1 etapa del Tour de Normandía
- 1 etapa del Bałtyk-Karkonosze Tour

2018
- 1 etapa del Tour de Normandía